# Gonostygia agonax
Gonostygia agonax là một loài bướm đêm trong họ Noctuidae.